# Троицкое сельское поселение (Костромская область)
Тро́ицкое се́льское поселе́ние — муниципальное образование в Шарьинском районе Костромской области.
Административный центр — село Троицкое.

## История
Троицкое сельское поселение образовано 30 декабря 2004 года в соответствии с Законом Костромской области № 237-ЗКО, установлены статус и границы муниципального образования.

## Население
| 2008 | 2010 | 2012 | 2013 | 2014 | 2015 | 2016 |
| ---- | ---- | ---- | ---- | ---- | ---- | ---- |
| 377  | ↘357 | ↘335 | ↘333 | ↘323 | ↘318 | ↘305 |
| 2017 | 2018 | 2019 | 2020 | 2021 |      |      |
| ↘296 | ↘286 | ↘278 | ↘266 | ↘163 |      |      |

## Состав сельского поселения
| №  | Населённый пункт | Тип населённого пункта       | Население |
| -- | ---------------- | ---------------------------- | --------- |
| 1  | Аристиха         | деревня                      | ↘16       |
| 2  | Быково           | деревня                      | →0        |
| 3  | Завьялиха        | деревня                      | →0        |
| 4  | Киево            | деревня                      | →0        |
| 5  | Киселиха         | деревня                      | →0        |
| 6  | Колесиха         | деревня                      | →0        |
| 7  | Красная Горка    | деревня                      | ↗1        |
| 8  | Курганы          | деревня                      | ↗5        |
| 9  | Медведица        | деревня                      | ↘2        |
| 10 | Назимица         | деревня                      | →0        |
| 11 | Повёрткино       | деревня                      | ↘3        |
| 12 | Притыкино        | деревня                      | ↘12       |
| 13 | Слепниха         | деревня                      | ↘1        |
| 14 | Троицкое         | село, административный центр | ↘157      |
| 15 | Филатиха         | деревня                      | ↘4        |